# Anolis alfaroi
Anolis alfaroi ist eine auf Kuba endemische Anolis-Art, die zur Artengruppe von Anolis alutaceus gehört. Das Artepitheton bezieht sich auf den kubanischen Herpetologen Emilio Alfaro, der 1990 den Holotypus gesammelt hatte.

## Merkmale
Anolis alfaroi erreicht eine Kopf-Rumpf-Länge von 36 mm, eine Schwanzlänge von 85 mm und eine Oberschenkellänge von 10,10 mm. Der Körper ist schlank. Die Anzahl der Bauchschuppen beträgt 23, der Rückenschuppen 25, der Kehlschuppen 21 und der Zügelschuppen 29. Die Anzahl der Schuppen zwischen den Nasenöffnungen beträgt vier.
Die Rückenfärbung ist dunkel kastanienbraun mit sechs oder sieben gleichmäßig verteilten vertikalen Reihen kleiner gelblicher Flecken auf jeder Seite. Fünf dunkle mittige Rückenschilde sind schwach angedeutet. Ein V-förmiges Interokularband mit einer nach hinten gerichteten Spitze ist auffällig dunkelbraun. Die Kopfoberfläche und die Zügelschildregion sind dunkelbraun. Die Wamme ist hellgrau, wobei bei genauer Betrachtung die Wammenschuppen meist weiß mit etwas hellbraunem Pigment zwischen den Schuppen nahe der Wammenmitte sind. Die Iris ist bläulich. Ein weißes postlabiales Band erstreckt sich über die Ohröffnung hinaus und erreicht die vorderen Gliedmaßen. Die nicht glatten Ventralschilde sind leicht gekielt, besonders an den Seiten des Abdomens. Die Kehlschuppen (Gularen) sind gekielt. Die Kielung der ventralen Schuppen und die stark reduzierte Wamme, die beim Weibchen fehlt, unterscheiden A. alfaroi von den anderen Taxa der Anolis-alutaceus-Artengruppe.

## Verbreitung
Die Art ist gegenwärtig nur von der Terra typica bekannt, aber wahrscheinlich in den Kiefernsümpfen weit verbreitet, die sich von 2 km nördlich von La Munición (in 730 m Höhe) einige weitere Kilometer nördlich bis in die Region von Cupeyal erstrecken. Dieses Gebiet, ein mit Kuba-Kiefern (Pinus cubensis) bewachsenes Plateau, liegt am westlichen Ende der Cuchillas de Moa, in der Nähe des Oberlaufs des Río Toa.

## Lebensraum und Lebensweise
Die Anolis wurden hauptsächlich nachts gesammelt, während sie auf den Stängeln von Farnen, Gräsern und Büschen ruhten. Tagsüber wurden einige Exemplare in etwa einem Meter hohen Sträuchern sowie Gräsern unter den Kiefern gesammelt. Anolis alfaroi ist sympatrisch mit A. alutaceus, A. cupeyalensis, A. homolechis, A. sagrei und A. smallwoodi. Das Fluchtverhalten von A. alfaroi ähnelt dem der anderen Grasanolis, d. h. er springt in Deckung, wenn er entdeckt wird, oder er bewegt sich um die Stämme herum, um sich zu verstecken. Anolis alfaroi ist wahrscheinlich auch sympatrisch mit A. inexpectatus, einer Art, die nur 5 km weiter nördlich in den Kiefernwäldern bei Cupeyal vorkommt.

## Status
Aufgrund der spärlichen Populationsdaten (bisher sind nur 24 Exemplare bekannt) wird die Art von der IUCN in die Kategorie „unzureichende Datenlage“ (data deficient) klassifiziert. Der Lebensraumverlust durch landwirtschaftliche Aktivitäten schreitet voran, obwohl das Gebiet, in dem Anolis alfaroi vorkommt, für landwirtschaftliche Zwecke nicht ideal ist. In der Roten Liste gefährdeter Arten Kubas steht der Anolis in der Kategorie „vom Aussterben bedroht“.